# Mimostrangalia kurosawai
Mimostrangalia kurosawai là một loài bọ cánh cứng trong họ Cerambycidae.